# Húsz óra (film)

Földosztás egy magyar faluban 1945-ben

A Húsz óra 1965-ben bemutatott fekete–fehér, magyar film, Fábri Zoltán rendezésében, mely Sánta Ferenc 1964-ben megjelent azonos című művéből készült. A forgatókönyvet Köllő Miklós írta. A főszerepekben Páger Antal, György László, Görbe János és Szirtes Ádám láthatóak. A játékfilm készítője a Mafilm. A magyar új hullám jelentős alkotásaként tartják számon, a moszkvai és a római filmfesztivál nagydíja mellett több elismerést kapott más nemzetközi fesztiválokon is. Magyarországon a kritikusok és a filmszemle főbb díjait is begyűjtötte. 2012-ben bekerült a Magyar Művészeti Akadémia tagjai által kiválasztott legjobb 53 magyar film közé. 
A mozifilm 1965. március 11-étől volt látható a hazai mozikban.

## Cselekmény
A filmdráma egy átlagos magyar község hozzávetőlegesen húsz évének összegző, hiteles képet adó összefoglalása a második világháború végétől, 1945-től. A szaggatott időrendű cselekmény összesen húsz óra alatt játszódik le, ennyi idő alatt tömörítve a korszakra jellemző szinte valamennyi konfliktushelyzetet bemutatja.
Egy kis magyar faluba riporter érkezik, látogatásának az a célja, hogy felidézze az elmúlt évtizedek történéseit. A cselekmény előrehaladtával az újságíró számára az 1956 őszén történt tragikus események kerülnek előtérbe. Kiderül-e, mi történt ekkor, mi vezetett ide, mi tárható fel a majdnem egy évtized elmúltával? A nem bűnügyi értelemben vett nyomozás folyamán mozaikszerűen (egymással kezdetben gyorsan, nem időrendi sorrendben váltakozva) villannak fel a múlt és az akkori (1965) jelen képei, tűnnek fel a fő- és mellékszereplők.
Négy volt cseléd története a földosztással kezdődött. Hatásukra a falubeliek közül sokan földet igényeltek. Aki tűzzel-vassal ellenkezett, mert félt a földesúr visszatérésétől, bosszújától, azt erővel vették rá, hogy írja alá a földigénylő lapot. Ezt követően egy másik parasztember meg arra tett esküt, hogy a most kapott földet soha senkinek nem fogja visszaadni.
Én, Csókos Cuha András, a méltóságos uraság szegődött cselédje, semmivel, csak a magam szegénységével meg hat gyerekével rendelkező, nincstelen földönfutó, az uraság földjéből magamnak s mind gyerekeimnek örök időkre, a nekem járó földet, azaz nyolc holdat kiszakítottam. Tettem ezt a magam akaratából, szegénységem és nyomorúságom jogából Én ezt a földet soha senkinek vissza nem adom, s ami hitvány életem van, csak annak az árán veheti el tőlem még maga az Isten is!
1949-ben – az országban az elsők között – tsz-t alakítottak, Jóskából lett a termelőszövetkezet elnöke. Varga Sándor, az (ávós) párttitkár 1952-ben majdnem lelövette egy rendőrével volt barátját, a pártból kilépő Balogh Antit. Jóska később nagyot hibázott, amikor Kiskovácsot (annak fukar, kegyetlen kulák apja miatt) eltávolíttatta a jogi egyetemről. 1956-ban az emberek egy része az elnök ellen fordult, Balogh Anti egy lázadó csoport tagjaként – az egykori kulák fiának biztatására – rálőtt Jóskára, de nem találta el. A két férfi csak egy hosszú, szenvedélyes vita és kíméletlen verekedés után békélt meg egymással. Kiskovács, aki 1956 után kilenc évet ült a tetteiért, a riporternek elmondja, hogy a rendszer és Elnök Jóska engesztelhetetlen ellenségévé vált. A forradalom után Varga bosszút akart állni az őt és a rendszert ért sérelmeken, és hirtelen felindulásból, ám meggondolatlanul az ártatlan, az őt nyugtatni akaró Kocsis Bénit lőtte le a géppisztolyával a zárt ajtón keresztül. Elnök Jóska későn ért a helyszínre, nem tudta a tragédiát megakadályozni, és a lövöldözés hangjára összesereglett falusiak előtt fegyvertelenül nekitámadt a tettétől megrettent párttitkárra.
Varga tudta, hogy a történtek után nem lehetett maradása, elköltözött a faluból. A riporter számára a húsz óra eltelte után világossá vált, hogy az emlékek, az elnök szobájának falán és Kocsisék ajtaján ütött golyónyomok, a lelki sebek tovább élnek az emberek szívében.

## Szereplők
| Főszereplő          | Színész       |
| ------------------- | ------------- |
| Elnök Jóska         | Páger Antal   |
| Balogh Antal        | Görbe János   |
| Ifjabb Varga Sándor | György László |
| Kocsis Benjámin     | Szirtes Ádám  |

| Mellékszereplő            | Színész           |
| ------------------------- | ----------------- |
| Riporter                  | Keres Emil        |
| Idősebb Varga Sándor      | Bánhidi László    |
| Kiskovács                 | Őze Lajos         |
| Venczel György            | Makláry János     |
| Kiss doktor               | Bodrogi Gyula     |
| Balogh Antal fia          | Sztankay István   |
| Pali                      | Tordy Géza        |
| Csókos Cuha András        | Bihari József     |
| Kocsis Benjáminné, Ilonka | Horváth Teri      |
| Tanácselnök               | Barsy Béla        |
| Bertók Jani               | Raksányi Gellért  |
| István bácsi              | Siménfalvy Sándor |
| Jóska felesége            | Apor Noémi        |
| Ifjabb Kocsis Béni        | Kern András       |
| Kocsis Gerzson            | Solti Bertalan    |
| Máthé                     | Molnár Tibor      |
| Terus                     | Mészáros Ági      |
| A gróf                    | Kovács Károly     |
| Rendőr                    | Horváth József    |
| Kocsmáros                 | Farkas Antal      |
| id. Kiskovács             | Kiss Ferenc       |

## Díjak
- Moszkvai Nemzetközi Filmfesztivál (1965):
  - A fesztivál nagydíja (megosztva)[3]
  - A FIPRESCI a legjobb fesztiváldíjas filmnek adott díja[3]
- Velencei Nemzetközi Filmfesztivál (1965):
  - UNICRIT díja[4]
  - CINEMA 60 díj[5]
- Róma: Nemzetközi Filmfesztivál (1965):
  - A szakmai zsűri nagydíja[5]
  - Giove Capitolino aranyérem[5]
- Magyar Játékfilmszemle (1965):[6]
  - Nagydíj
  - A szakmai zsűri rendezői díja: Fábri Zoltán
  - A szakmai zsűri operatőri díja: Illés György
- Magyar Filmkritikusok Díja – Budapest (1966):[6]
  - A szakmai zsűri nagydíja
  - A legjobb férfi alakítás díja: Görbe János

## Értékelés
A Húsz óra időfelbontásos elbeszélő módú szerkezetével és felépítésével a 20. század második felének modern alkotásai közé tartozik. Erőteljes, gondolatilag jelentős, bátor és őszinte film. Erőltetettség és modorosság nélkül, a rejtett tudat mélyén megbújó lélektani összefüggések feltárásával próbálkozik. Mélyen, elemzően pillant az emberre. A poétikai megoldások terén Kovács András: Hideg napok című filmjéhez hasonlítható.
Társadalmi vagy személyes okokból minden figurának – még a fenevaddá váló Vargának, a vagyonától megfosztott, cselédje jóindulatán tengődő grófnak, a hatalmaskodó, majd megalázott kuláknak, a nyugatimádó doktornak is – megvan a maga részigazsága. „Néha csak annyi, amennyit a jó színészi játék, egy jól megírt, és önmagát védő-magyarázó figura kibontása megenged.” A filmben a különböző politikai, ideológiai oldalon elhelyezkedő szereplők eltérő módon látják az adott országos és helyi eseményeket. A film rendkívüli – a maga korában szokatlan – progresszivitása abban is megfigyelhető, hogy nem törekszik a sematizmusra jellemző: csak egy igazság létezhet elv bizonyítására. A történet előrehaladtával az is egyre egyértelműbbé válik, hogy a cselekmény központjába – a nem lineáris, a nem ok-okozati cselekményvezetés ellenére – Elnök Jóska kerül, aki társadalmi, politikai és erkölcsi tekintetben az akkori hivatalos igazságot képviseli. Ő az, aki a kádári konszolidáció politikáját valósítja meg: az 1950-es évek hibáit (amelyeket átélt és elszenvedett) belátva törekszik megbékélést teremteni az emberek között, ő az, aki kiáll a demokratikus, „emberarcú szocializmusért”.
A változó világot, a közben felmerült problémákat, a konfliktusok tömegét a maga komplex mivoltában, bonyolultságában hozza felszínre. A mű nagyságát tartalmi lényege határozza meg. Egy történelmi fejlődési folyamat ellentmondásait, emberi sorsokban alig nyomon követhető útvesztőit tárja a nézők elé. A rendező az idő szeszélyesnek látszó, egymást keresztező síkjait azért alkalmazza, mert analitikus célját, a ma pillanatának látszólagos áthatolhatatlanságát előidéző összefüggéseket, azok rejtett rúgóinak feltárását csak így derítheti fel.

## Vélemények
- „A négy egykori cseléd-szegényparaszt élettörténetét, ezen keresztül a magyar falu átalakulásának húsz évét summázó Húsz óra sokszorosan keretezett és kommentált története (hiszen a cselekmény interjúk-nézőpontok-vélemények sokszólamúságából bontakozik ki) drámai erővel mutatja meg egyéni világok és társadalmi igazságok egyenlőtlen küzdelmét. A film időfelbontásos, mozaikos szerkezete egyrészt modernista stílusjegy, másrészt a hatalom és a művészek, a politika és a társadalom között sajátos dialógust modellező párbeszédek, monológok és vallomások sorozata.” (Varga Balázs)[8]
- „...a kádári konszolidáció, a puha diktatúra sem előtte, sem később nem kapott olyan egyértelmű és egyben meggyőző allegória-történetet, regényben is, de főleg filmben előadva, mint a Húsz óra… Az abszolút pozitív hős: Igazgató Jóska figurája egyenesen magával az első titkárral azonosítható….” (Hirsch Tibor)[2]
- „napjainkra nemcsak azért vált avulttá, mert konformista a történelemszemlélete, mert pozitív főhőse, Elnök Jóska »antedatál« a forradalom leverését megelőző időszakra egy olyan politikai irányzatot, felfogást, magatartást – a kádárista centrizmust –, amely csak november negyedike után jelenik meg, hanem azért is, mert helyenként valóban bravúros atmoszférateremtése ellenére ‘pártossága’ illusztratívvá teszi...” (Gyertyán Ervin)[9][10]
- „Úgy építkezik, mint egy ballada, amely kihagyásos elbeszélésmóddal teremti meg a maga drámaiságát. Csakhogy a mozihoz nem illik a balladai homály, ezért a Húsz óra körkörös, visszatérő szólamokra komponált mesteri szerkezete lépésről lépésre, ismétlések, vissza- és előreutalások során át vezeti el a nézőt ahhoz a közös tudáshoz, amely nélkül nincsen ballada.” (Bori Erzsébet)[9]
- „A Húsz óra a magyar újhullám egyik meghatározó és nagyon fontos alkotása. Ezt azért érdemes kiemelni, mert noha a film a hatvanas évek derekán készült – tehát pont ennek a nemzeti irányzatnak a közepén –, mégis, Fábrit nem szoktuk az újhullám alkotóihoz sorolni. Hiszen az újhullámhoz inkább azokat társítjuk, akik pályakezdő, fiatal alkotók voltak ekkor, és egy nemzedéki lendülettel indultak el a pályán: a fiatal Sára Sándor, Szabó István, Gaál István, Kósa Ferenc.” (Gelencsér Gábor)[11]

## Külföldi kritikák
- „Egyre világosabban megfigyelhető egy új keleti világnézeti-tematikai kezdeményezés. A legjobb példa erre Fábri filmje, a Húsz óra, amely csodálni való önkritika, de semmi estre sem gyöngeséget látni benne.” (Die Zeit, René Dromert)[5]
- A téma az adott formát, múlt és jelen szintézisét követelte meg. Egy húsz órás riport – két órányi játékidőbe sűrítve – föltárja a magyar társadalom legutóbbi húsz évének legfontosabb problémáit. (l'Unità, Aggeo Savioli)[5]
- „A tegnap és a ma jelenetei ebben a filmben nem azért váltják egymást, hogy különbözőségük derüljön ki, ellenkezőleg: éppen egyidejű jelenvalóságuk bizonyítékaként.” (Vie Nuove, Antonello Trombadori)[5]